# Federació Luxemburguesa de Rugbi
La Federació Luxemburguesa de Rugbi (en francès: Fédération Luxembourgeoise de Rugby) és el cos de govern de la lliga de rugbi a Luxemburg. Va ser fundada el 1974 i va esdevenir afiliat a de l'Associació Internacional de Rugbi el 1991. L'equip de Luxemburg Rugby juga els seus partits a l'estadi Josy Barthel a la Ciutat de Luxemburg. Luxemburg té la classificació número 65 (per sobre del número 26 al setembre de 2015) del món, segons l'Associació Internacional de Rugbi.